# Le Plessis-Dorin
Le Plessis-Dorin település Franciaországban, Loir-et-Cher megyében. Lakosainak száma 149 fő (2022. január 1.). Le Plessis-Dorin Melleray, Chapelle-Guillaume és Couëtron-au-Perche községekkel határos.

## Népesség
A település népességének változása:
| Lakosok száma | 361  | 292  | 218  | 190  | 177  | 172  | 167  | 160  | 158  | 149  |
|               | 1968 | 1982 | 1990 | 2006 | 2013 | 2015 | 2017 | 2019 | 2020 | 2022 |